# 热拜哈佐
热拜哈佐，是匈牙利杰尔-莫雄-肖普朗州所辖的一个村。总面积4.65平方公里，总人口120，人口密度25.8人/平方公里（2011年1月1日）。